# Mary Wiseman
Mary Wiseman (30 de julio de 1985) es una actriz estadounidense conocida por interpretar a la cadete Sylvia Tilly en la serie Star Trek: Discovery.

## Biografía
Wiseman es la hija más joven de Dorothy y Kevin Wiseman y tiene tres hermanos mayores. Creció en Milford, Pensilvania y Gaithersburg, Maryland , asistió al programa de asistencia a la escuela secundaria del Teatro Shakespeare de DC, obtuvo su BFA en Artes Teatrales en la Universidad de Boston y estudió entre 2011 y 2015 Drama en la Escuela Juilliard donde una de sus compañeras de clase fue la futura colaboradora de Star Trek: Discovery Mary Chieffo. Otro compañero de clase es el actor Noah Averbach-Katz con quien comenzó a salir en 2013. La pareja se casó el 16 de febrero de 2019, en el Full Moon Resort en Big Indian, Nueva York .

## Carrera
Los papeles en el escenario de Wiseman han incluido:
- Sembrar y llorar de Nitzan Halperin (2008, Boston University College of Fine Arts en Nueva York)
- Ariel Carson, I Wanted, Have a How & I Wanted Have A Verb (2011, Dixon Place )
- Betsy / Lindsay en Clybourne Park (2013, Chautauqua Theatre Company)

Wiseman ha actuado en producciones y talleres de nuevas obras en teatros de dramaturgos como:
- PS 122
- The Public
- Soho Rep
- New York Theatre Workshop.

Apareció además en la serie de televisión:
- Longmire como Meg Joyce, una enfermera y amante del personaje Archie "The Ferg" Ferguson.

## Filmografía

### Film
| Año  | Título             | Rol              | Notas      |
| ---- | ------------------ | ---------------- | ---------- |
| 2014 | Three Dates        | Stacey           | Corto      |
| 2018 | Health to the King | Enfermera        | Corto      |
| 2019 | Marriage Story     | Actriz de teatro |            |
| 2023 | Type 1             | Laura            | Short film |

### Televisión
| Año       | Título                           | Rol           | Notas                                 |
| --------- | -------------------------------- | ------------- | ------------------------------------- |
| 2012      | Craft & Burn                     | Senior Server | 2 episodios                           |
| 2016      | Netflix Presents: The Characters | Shannon       | Episodio: "John Early"                |
| 2016      | Difficult People                 | Lyss          | Episodio: "High Alert"                |
| 2016–2017 | Longmire                         | Meg Joyce     | 7 episodios                           |
| 2017–2019 | Baskets                          | Trinity       | 5 episodios                           |
| 2017–2024 | Star Trek: Discovery             | Sylvia Tilly  | 43 episodios - rol protagónico        |
| 2017      | After Trek                       | Ella misma    | 2 episodios                           |
| 2018      | Star Trek: Short Treks           | Sylvia Tilly  | Episodio: "Runaway"                   |
| 2018      | Room 104                         | Josie         | Episodio: "Josie & Me"                |
| 2019      | Carpool Karaoke: The Series      | Ella misma    | Episodio: "Star Trek: Discovery Cast" |
| 2020–2021 | The Ready Room                   | Ella misma    | 2 episodios                           |
| 2023      | The Residence                    | Marvella      | En producción                         |

### Videojuegos
| Año          | Título           | Rol                | Notas |
| ------------ | ---------------- | ------------------ | ----- |
| 2018–present | Star Trek Online | Sylvia Tilly (voz) |       |